# Hermann, Missouri
Hermann, Missouri (енгл. Hermann) град је у америчкој савезној држави Мисури.

## Демографија
По попису из 2010. године број становника је 2.431, што је 243 (-9,1%) становника мање него 2000. године.
| Група             | 2000.         | 2010.         |
| Белци             | 2.632 (98,4%) | 2.337 (96,1%) |
| Афроамериканци    | 6 (0,2%)      | 14 (0,6%)     |
| Азијати           | 2 (0,1%)      | 10 (0,4%)     |
| Хиспаноамериканци | 16 (0,6%)     | 39 (1,6%)     |
| Укупно            | 2.674         | 2.431         |